# Carrefour
Carrefour (termine francese per "snodo", "incrocio", "crocevia") è una catena di supermercati e ipermercati francese, fondata ad Annecy nel 1959.
Carrefour nel 2018 era il quarto più grande gruppo di vendita al dettaglio nel mondo in termini di reddito e vendite e il secondo a livello europeo, dopo la tedesca Schwarz Gruppe. È presente in circa 30 paesi, principalmente nell'Unione europea, Brasile e Argentina, oltre che in Nord Africa e in Asia.
La rete di vendita è formata da ipermercati, centri commerciali, market di prodotti alimentari, propri format commerciali, marchi affiliati. 

## Storia
Il gruppo è stato creato da Marcel Fournier e Louis Defforey.

Il primo supermercato Carrefour apre nel 1959 ad Annecy in Francia, poi diventato il punto di vendita Carrefour più piccolo al mondo.
     Punti operativi
     In via di chiusura
     Tramite marchi affiliati

Presenza di Carrefour del mondo (2019)
Punti operativi
In via di chiusura
Tramite marchi affiliati

Nel 1969 iniziò ad aprire i primi punti vendita oltre i confini nazionali, partendo dal vicino Belgio. Nel corso degli anni '70 iniziò a sviluppare la propria rete di vendita anche in altri continenti.
Tra gli anni 2000 e 2014, la catena ha iniziato a disinvestire in alcuni paesi, in particolare in Portogallo (cedendo alla società Sonae gli ipermercati ma non i supermercati), in Svizzera (dismettendo l'intera rete di vendita a favore di Coop Svizzera) ed altri paesi come Cile e Corea del Sud.
In contemporanea alle dismissioni, Carrefour decise di investire nei paesi dell'Est europeo (Romania e Bulgaria in primis) e in Cina, arrivando a oltre 100 negozi e ha avviato aperture in Russia e Cina con la consulenza strategica di banca Citigroup.
Il progetto di espansione in Russia venne tuttavia accantonato nel 2009, dopo l'apertura del megastore a Mosca, area che vantava un reddito pro-capite pari al doppio della media nazionale, ma nello stesso tempo in un mercato ormai al limite delle proprie potenzialità.
In Italia Carrefour, dopo aver rilevato nel 2000 la rete a marchio Generale Supermercati (GS) e DìPerDì, di cui soppiantò progressivamente le insegne; dal 2009 iniziò a focalizzarsi nell'area centrosettentrionale del paese. La presenza nel meridione avviene principalmente tramite franchising.
Nel primo semestre 2018, Carrefour ha concluso tre accordi di partenariato strategico e di durata pluriennale, che si prevedono operativi entro la fine dell'anno:
1. con la cinese Tencent, preceduta dall'accordo di Alibaba con Auchan SA[7], in merito a big data, pagamenti e servizi mobili;
2. con la statunitense Google: per l'integrazione di Google Shopping, Google Home e Google Assistant[8] e lo sviluppo di nuove applicazioni. Nel 2019 è programmato a circa 1 000 dipendenti e alla rete distributiva francese;
3. con la britannica Tesco: per portare dal 25% al 33% la quota dei prodotti a marchio proprio, che per la seconda si aggira intorno al 50% nel Regno Unito[6]. L'accordo si propone di estendere in Francia il cosiddetto sistema di etichettatura a semaforo dei generi alimentari, considerato da Coldiretti penalizzante per le DOP italiane[9].

Il 95% dei centri della grande distribuzione britannica adotta questo sistema di etichettatura, per il quale la Commissione Europea nel 2014 ha presentato vari rilievi e aperto una procedura di infrazione nei confronti degli Stati membri interessati, che nel 2017 sembrava destinata all'archiviazione.
Il 24 luglio 2025, Carrefour lascia il mercato italiano, citando tra le proprie motivazioni l'alta concorrenza, vendendo oltre 1000 punti vendita alla società italiana NewPrinces, con l'intenzione di rilanciare il marchio GS.

## Identità aziendale

Logo utilizzato fino a settembre 2010

### Marchi
I principali marchi utilizzati per i formati di vendita del gruppo sono:
- Carrefour iper per gli ipermercati
- Carrefour market per i supermercati di medie dimensioni
- Carrefour express per i negozi di prossimità

## Punti vendita
Questo è il dettaglio della presenza globale di Carrefour nel 2022:
| Paese       | Prima apertura | Iper  | Super | Prossimità | Cash & Carry | Soft discount | Sam's Club | Totale |
| ----------- | -------------- | ----- | ----- | ---------- | ------------ | ------------- | ---------- | ------ |
| Francia     | 1960           | 253   | 1 039 | 4 472      | 148          | 33            | 0          | 5 945  |
| Belgio      | 1969           | 40    | 441   | 313        | 0            | 0             | 0          | 794    |
| Italia      | 1972           | 42    | 439   | 1 024      | 12           | 0             | 0          | 1 517  |
| Spagna      | 1973           | 205   | 160   | 1 050      | 0            | 55            | 0          | 1 470  |
| Brasile     | 1975           | 170   | 151   | 149        | 343          | 97            | 43         | 953    |
| Argentina   | 1982           | 82    | 95    | 432        | 13           | 0             | 0          | 622    |
| Polonia     | 1997           | 94    | 155   | 672        | 0            | 7             | 0          | 928    |
| Romania     | 2001           | 43    | 189   | 142        | 0            | 29            | 0          | 403    |
| Altri paesi | Altri paesi    | 199   | 1 173 | 319        | 25           | 0             | 0          | 1 716  |
| Totale      | Totale         | 1 128 | 3 842 | 8 573      | 541          | 221           | 43         | 14 348 |

## Controversie
Il 10 novembre 2007, un'offerta di olio di colza con lo sconto del 20% ha scatenato una rissa con tre morti e 30 feriti in un negozio Carrefour di Chongqing, in Cina. Le vittime sono state calpestate da una folla gigantesca che premeva per acquistare una bottiglia da 5 litri di olio. L'offerta è inserita nell'ambito dei festeggiamenti per il decimo anniversario della sua prima apertura nel paese ma si è andati oltre tutte le previsioni di successo: centinaia di cinesi si sono messi in fila dalle 4:00 del mattino per accaparrarsi uno sconto su un prodotto che dall'inizio dell'anno ha subito rincari del 30%.
Dal 2023, con la crescita dell'attenzione pubblica sulla situazione israelo-palestinese a seguito dell'attacco del 7 ottobre, il Gruppo Carrefour ha subìto critiche e boicottaggi per i suoi accordi di franchising con la società israeliana Electra Consumer Products.